# Gran conjunt canònic
En mecànica estadística, el gran conjunt canònic (també conegut com a conjunt macrocanònic) és el conjunt estadístic que s'utilitza per representar els estats possibles d'un sistema mecànic de partícules que es troben en equilibri termodinàmic (tèrmic i químic) amb un dipòsit. Es diu que el sistema és obert en el sentit que el sistema pot intercanviar energia i partícules amb un dipòsit, de manera que diversos estats possibles del sistema poden diferir tant en la seva energia total com en el nombre total de partícules. El volum, la forma i altres coordenades externes del sistema es mantenen iguals en tots els estats possibles del sistema.
Les variables termodinàmiques del gran conjunt canònic són el potencial químic (símbol: µ) i la temperatura absoluta (símbol: T). El conjunt també depèn de variables mecàniques com el volum (símbol: V) que influeixen en la naturalesa dels estats interns del sistema. Per tant, aquest conjunt de vegades s'anomena conjunt µVT, ja que cadascuna d'aquestes tres magnituds són constants del conjunt.

## Conceptes bàsics
En termes simples, el gran conjunt canònic assigna una probabilitat P a cada microestat diferent donada per l'exponencial següent:
{\displaystyle P=e^{\frac {\Omega +\mu N-E}{kT}},}
on N és el nombre de partícules del microestat i E és l'energia total del microestat. k és la constant de Boltzmann.
El nombre Ω es coneix com a gran potencial i és constant per al conjunt. Tanmateix, les probabilitats i Ω variaran si es seleccionen diferents µ, V, T El gran potencial Ω té dues funcions: proporcionar un factor de normalització per a la distribució de probabilitats (les probabilitats, sobre el conjunt complet de microestats, han de sumar un); i, moltes mitjanes importants de conjunt es poden calcular directament a partir de la funció Ω(µ, V, T).
En el cas en què es permet que més d'un tipus de partícula variï en nombre, l'expressió de probabilitat es generalitza a
{\displaystyle P=e^{\frac {\Omega +\mu _{1}N_{1}+\mu _{2}N_{2}+\ldots +\mu _{s}N_{s}-E}{kT}},}
on µ1 és el potencial químic per al primer tipus de partícules, N1 és el nombre d'aquest tipus de partícules en el microestat, µ2 és el potencial químic per al segon tipus de partícules i així successivament (s és el nombre de diferents tipus de partícules). Tanmateix, aquests nombres de partícules s'han de definir amb cura (vegeu la nota sobre la conservació del nombre de partícules a continuació).
La distribució del gran conjunt canònic s'anomena distribució de Boltzmann generalitzada per alguns autors.
Els grans conjunts són aptes per utilitzar-se quan es descriuen sistemes com ara els electrons d'un conductor o els fotons d'una cavitat, on la forma és fixa però l'energia i el nombre de partícules poden fluctuar fàcilment a causa del contacte amb un dipòsit (per exemple, un dipòsit elèctric). terra o una superfície fosca, en aquests casos). El gran conjunt canònic proporciona un entorn natural per a una derivació exacta de les estadístiques de Fermi-Dirac o les estadístiques de Bose-Einstein per a un sistema de partícules quàntiques que no interaccionen (vegeu els exemples a continuació).
Nota sobre la formulació
Una formulació alternativa per al mateix concepte escriu la probabilitat com , utilitzant la funció de gran partició més que el gran potencial. Les equacions d'aquest article (en termes de gran potencial) es poden repetir en termes de la funció de gran partició mitjançant manipulacions matemàtiques simples.

## Aplicabilitat
El gran conjunt canònic és el conjunt que descriu els estats possibles d'un sistema aïllat que es troba en equilibri tèrmic i químic amb un dipòsit (la derivació procedeix de línies anàlogues a la derivació en bany de calor del conjunt canònic normal, i es pot trobar a Reif). El gran conjunt canònic s'aplica a sistemes de qualsevol mida, petits o grans; només cal suposar que el dipòsit amb el qual està en contacte és molt més gran (és a dir, per prendre el límit macroscòpic).
La condició que el sistema estigui aïllat és necessària per garantir que tingui magnituds termodinàmiques i evolució ben definides. A la pràctica, però, és desitjable aplicar el gran conjunt canònic per descriure sistemes que estan en contacte directe amb l'embassament, ja que és aquest contacte el que assegura l'equilibri. L'ús del gran conjunt canònic en aquests casos sol justificar-se 1) assumint que el contacte és feble, o 2) incorporant una part de la connexió del dipòsit al sistema analitzat, de manera que la influència de la connexió en la regió de l'interès està correctament modelat. Alternativament, es poden utilitzar enfocaments teòrics per modelar la influència de la connexió, donant lloc a un conjunt estadístic obert.
Un altre cas en què apareix el gran conjunt canònic és quan es considera un sistema gran i termodinàmic (un sistema que està "en equilibri amb si mateix"). Fins i tot si les condicions exactes del sistema en realitat no permeten variacions en l'energia o el nombre de partícules, el gran conjunt canònic es pot utilitzar per simplificar els càlculs d'algunes propietats termodinàmiques. La raó d'això és que diversos conjunts termodinàmics (microcanònics, canònics) esdevenen equivalents en alguns aspectes al gran conjunt canònic, un cop el sistema és molt gran. Per descomptat, per a sistemes petits, els diferents conjunts ja no són equivalents ni tan sols a la mitjana. Com a resultat, el gran conjunt canònic pot ser molt imprecís quan s'aplica a petits sistemes de nombre fix de partícules, com ara nuclis atòmics.